# Listă de scriitori iranieni
Aceasta este o listă de scriitori iranieni.

## Scriitori persani din secolul al XX-lea
- Ahmad Mahmoud
- Ali Mohammad Afghani
- Ali-Ashraf Darvishian
- Aziz Motazedi
- Bozorg Alavi
- Ebrahim Golestan
- Fereshteh Tavangar
- Ghazaleh Alizadeh
- Gholam Hossein Saedi
- Houshang Golshiri
- Iraj Fereshteh
- Iraj Fazel Bakhsheshi[1][2][3][4]
- Jaafar Modarres-Sadeghi
- Jalal Al-e-Ahmad
- Jamal Mirsadeghi
- Javad Mojabi
- Mahmoud DowlatAbadi
- Mahshid Amirshahi
- Mina Assadi
- Mohammad Ali Jamalzadeh
- Mohammad Mokhtari
- Reza Baraheni
- Sadegh Choubak
- Sadegh Hedayat
- Majid Naini
- Shahriyar Mandanipour
- Shahrnush Parsipur
- Simin Daneshvar
- Zoya Pirzad

## Scriitori din afara Iranului
- Abbas Marufi
- Alexios Schandermani
- Alireza Jafarzadeh
- Amir H. Ladan
- Arion Golmakani
- Azar Nafisi
- Aziz Motazedi
- Daryoush Ashouri
- Daryush Shokof
- Elham Yaghoubian
- Hamid Dabashi
- Iraj Rahmani
- Khosro Naghed
- Mahbod Seraji
- Mahmoud Seraji
- Mahshid Amirshahi
- Reza Ghassemi
- Rosie Malek-Yonan
- Roya Hakakian poet, jurnalist
- Shahrnush Parsipur
- Shusha Guppy
- Sholeh Wolpé poet, traducător

## Tineri scriitori
- Ahmad Akbarpour
- Arash Hejazi
- Colet Abedi
- Fereshteh Tavangar
- Mostafa Mastoor
- Peyman Hooshmandzadeh
- Reza Amirkhani
- Sepideh Shamlou
- Yousef Alikhani